# Дніпровсько-Карпатська операція
Дніпровсько-Карпатська операція (24 грудня 1943 — 17 квітня 1944) — стратегічна наступальна операція збройних сил СРСР проти німецько-румунських військ з метою оволодіння Правобережною Україною на Східному фронті Другої світової війни.

## Передумови
До кінця 1943 року Червона Армія повернула собі понад 2/3 окупованої військами Вермахту території Радянського Союзу і вийшла на лінію Вітебськ — Орша — Житомир — Кіровоград — Кривий Ріг — Перекоп — Керч, захопивши на правому березі Дніпра, на Керченському півострові та на південному березі Сіваша плацдарми оперативного і стратегічного значення. Таким чином було створено сприятливі умови для відвоювання Правобережної України.
Для вирішення поставлених завдань Ставка ВГК залучила війська 1-го, 2-го, 3-го і 4-го Українських фронтів, а також партизан, що діяли в тилу німців.

## Планування операції

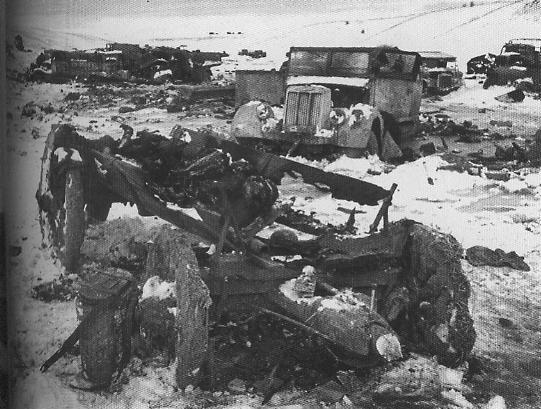
_

На початок грудня 1943 року планувалось, що 1-й Український фронт ударом від Києва на Могилів-Подільський повинен був розгромити північне крило групи армій «Південь». У цей же час 2-й, 3-й і 4-й Українські фронти ударами з півночі, сходу і півдня повинні були оточити та знищити криворізько-нікопольське угруповання військ Вермахту.
Наприкінці грудня 1943 року оперативне становище на фронті внесло корективи в початковий план. Замість глибокого удару на південь, у напрямку Казанки та Березнеговатого, 2-му Українському фронту було наказано головними силами наступати на Кіровоград та Первомайськ.
На початок січня 1944 року було сформовано остаточний план операції:
- 1-й Український фронт завдає головного удару на Вінницю, Могилів-Подільський і частиною сил на Луцьк і Христинівку. 2-й Український фронт завдає головного удару на Кіровоград, Первомайськ і частиною сил також на Христинівку. Головним завданням 1-го та 2-го Українських фронтів був розгром головних сил групи армій «Південь» та виходом до Карпат — розкол фронту супротивника. Дії цих фронтів координував представник Ставки ВГК Маршал Радянського Союзу Г. К. Жуков.
- Військам 3-го й 4-го Українських фронтів ударами по збіжних напрямках на Нікополь та Нововоронцовку належало розгромити нікопольсько-криворізьке угруповання ворога, розвити удар на Миколаїв, Одесу та оволодіти усім Чорноморським узбережжям. При цьому 4-й Український фронт лише в початковій стадії залучався для спільних дій з 3-м Українським фронтом по розгрому супротивника в районі Нікополя; надалі фронт зосереджувався на розгромі німецько-румунських військ в Криму разом з Окремою Приморською армією, Чорноморським флотом і Азовською військовою флотилією. Дії 3-го й 4-го Українських фронтів координував представник Ставки ВГК Маршал Радянського Союзу О. М. Василевський.

Передбачалася така послідовність: спочатку розгромити ворога в районах, що прилягають до Дніпра, і відкинути супротивника на рубіж р. Південний Буг — Первомайськ — Широке — р. Інгулець; надалі, розвиваючи наступ на захід і південний захід, вийти на рубіж Луцьк — Могилів-Подільський — р. Дністер.
Партизани одержали завдання посилити удари по комунікаціях, вузлам доріг, переправам, тиловим гарнізонам німецької армії.

## Співвідношення сил

### CPCP
- 1-й Український фронт
- 2-й Український фронт
- 3-й Український фронт
- 4-й Український фронт

### Німеччина та Румунія
- Група армій «Південь»
- Група армій «A»

## Наслідки
У підсумку наступальних операцій чотирьох Українських і 2-го Білоруського фронтів, проведених на Правобережній Україні в період з кінця грудня 1943 року до квітня 1944, були досягнуті важливі результати. Зазнало серйозної поразки найбільше стратегічне угрупування ворога. Виходом радянських військ до Карпат був розірваний фронт противника. Одна частина німецьких військ була відкинута на південь, а інша, з великими втратами, відійшла на територію Західної України.